# Томазо Мочениго
Томазо Мочениго (на италиански: Tommaso Mocenigo) е шестдесет и четвъртият венециански дож от 1414 до 1423 г.
Мочениго командва венецианския флот по време на битката при Никопол през 1396 г., както и в още няколко сражения срещу генуезците. Между 1403 и 1405 г. е херцог на Кандия, а през януари 1414 г. с минимума от 25 от общо 41 гласа в Съвета е избран за дож. Изборът е държан в тайна известно време, тъй като по това време Мочениго се намира на чужда територия в Кремона и има опасения за живота му.
През 1419 – 1420 г. Венеция е във война за пореден път с Кралство Унгария и Аквилея и завладява редица градове във вътрешността на Италия като Удине, Чивидале дел Фриули, Фелтре и др. Настъплението и разширението на Венеция е спряно с подписването на мирен договор с Унгария и с края на патриаршията в Аквилея.
Томазо Мочениго умира на 4 април 1423 г. на почти 80–годишна възраст.